# Hedyotis longiexserta
Hedyotis longiexserta är en måreväxtart som beskrevs av Elmer Drew Merrill och Franklin Post Metcalf. Hedyotis longiexserta ingår i släktet Hedyotis och familjen måreväxter. Inga underarter finns listade i Catalogue of Life.